# Aud Brindley
Audley "Aud" Brindley (Mineola, Nueva York, 31 de diciembre de 1923-Stamford, Connecticut, 19 de noviembre de 1958) fue un jugador de baloncesto estadounidense que disputó una temporada en la BAA. Con 1,93 metros de estatura, jugaba en la posición de alero.

## Trayectoria deportiva

### Universidad
Jugó durante su etapa universitaria con los Big Green del Dartmouth College, con los que en 1944 alcanzó la Final de la NCAA en la que cayeron en la prórroga ante Utah Utes por 42-40, siendo el máximo anotador de su equipo en ese partido, con 11 puntos, y el mejor anotador del torneo, promediando 17,3 puntos por partido. Fue incluido en el mejor quinteto All-American consensuado, y también en el mejor quinteto de la Ivy League, tras liderar la conferencia en anotación con 16,2 puntos por partido.

### Profesional
En 1946 fichó por los New York Knicks de la recién creada BAA, con los que disputó una temporada, en la que promedió 2,8 puntos por partido.

#### Estadísticas en la BAA

##### Temporada regular
| Temporada | Edad | Equipo          | Liga | Pos. | P  | TIT | MIN | TC  | TCA | %TC  | 3P | 3PA | %3P | TL  | TLA | %TL  | R.OF. | R.DEF. | REB | ASIS | ROB | TAP | PER | FP  | PTS |
| 1946-47   | 23   | New York Knicks | BAA  |      | 12 |     |     | 1.2 | 4.1 | .286 |    |     |     | 0.5 | 0.6 | .857 |       |        |     | 0.1  |     |     |     | 1.3 | 2.8 |
| Total     |      |                 | BAA  |      | 12 |     |     | 1.2 | 4.1 | .286 |    |     |     | 0.5 | 0.6 | .857 |       |        |     | 0.1  |     |     |     | 1.3 | 2.8 |

| Temporada | Edad | Equipo          | Liga | Pos. | P | TIT | MIN | TC  | TCA | %TC  | 3P | 3PA | %3P | TL  | TLA | %TL  | R.OF. | R.DEF. | REB | ASIS | ROB | TAP | PER | FP  | PTS |
| 1946-47   | 23   | New York Knicks | BAA  |      | 3 |     |     | 1.0 | 2.0 | .500 |    |     |     | 1.3 | 2.0 | .667 |       |        |     | 0.0  |     |     |     | 1.3 | 3.3 |
| Total     |      |                 | BAA  |      | 3 |     |     | 1.0 | 2.0 | .500 |    |     |     | 1.3 | 2.0 | .667 |       |        |     | 0.0  |     |     |     | 1.3 | 3.3 |